# Gustav Alfred Müller
Gustav Alfred Müller (* 7. Dezember 1895 in Löbtau (heute Stadtteil von Dresden); † 20. März 1978 in Löbau) war ein deutscher Maler, Grafiker und Lithograf.

## Leben
Gustav Alfred Müller wurde 1895 als Sohn eines Arbeiters in Löbtau geboren. Nach dem Schulbesuch in Dresden und ab 1904 in Chemnitz machte er von 1910 bis 1914 eine Lehre als Zeichner und Lithograf bei der Graphischen Kunst-Anstalt Arthur Geil in Chemnitz. 1915 hatte er kurzzeitig eine berufliche Anstellung beim Kunstverlag Eckert & Pflug in Leipzig und begann darauf mithilfe eines Stipendiums der Chemnitzer Theodor-Esche-Stiftung ein Studium an der Kunstgewerbeakademie in Dresden bei Richard Guhr. Das Studium wurde durch die Einberufung zum Militärdienst und den weiteren Kriegsdienst bis 1918 unterbrochen. Von 1919 bis 1923 studierte er erneut an der Dresdener Kunstgewerbeakademie. In den Jahren 1923 bis 1927 folgten weitere Studien an der Akademie der Bildenden Künste Dresden, zu seinen Lehrern zählten hier unter anderem Max Feldbauer, Ferdinand Dorsch, Otto Gussmann und Ludwig von Hofmann. Mehrfach wurde er mit Anerkennungsurkunden und Ehrenzeugnissen der Akademie bedacht.
Mit Abschluss der Studien war Müller ab 1927 als freischaffender Maler in Dresden tätig. Von 1930 bis 1932 war er Mitglied der Künstlergruppe Gruppe 1930, einer Abspaltung der Asso Dresden. Die Gruppe 1930 schloss sich dann der Dresdner Sezession 1932 an. 1932 wurde er Mitglied im Reichsverband bildender Künstler. Nachdem er 1932 geheiratet hatte, folgte im selben Jahr der Umzug nach Löbau. Das Adressbuch verzeichnete ihn dort u. a. 1935 als akademischen Maler in der Goethestraße 8. 
1937 wurden in der Nazi-Aktion „Entartete Kunst“ aus der Deutschen Graphikschau in Görlitz und der Sammlung der Dresdner Gemäldegalerie sieben Werke Müllers beschlagnahmt. 1941 wurde Müller mit einem Berufs- und Ausstellungsverbot belegt. Bereits seit 1939 und bis 1945 war er dienstverpflichtet zur Arbeit in der Heeres-Munitionsanstalt in Zeithain.
1945 wurde Müller Mitglied des Kulturbundes. Er gehörte zu den Mitbegründern der Gewerkschaft Kunst im FDGB und des Verbandes Bildender Künstler. Von 1945 bis 1951 war er zunächst als Kunsterzieher im Schuldienst tätig, leitete danach Volkskunstzirkel und zog sich dann aus dem öffentlichen Leben zurück. Ab den 1960er Jahren war er nur noch freiberuflich als Maler und Grafiker in Löbau aktiv. Müllers Grabstelle befindet sich auf dem dortigen evangelischen Friedhof.

## Werk
In die Studienzeit an der Dresdner Akademie fiel auch die Bekanntschaft mit Otto Dix, dessen Ausdrucksart sich auch in den Werken Müllers erkennen lässt. In seinen Gemälden und Zeichnungen findet man vorwiegend Fabrik- und Stadtlandschaften und Motive seiner sächsischen Heimat, aber auch Milieu-Studien und Porträts. In diesen Studien und Porträts schilderte er schonungslos die Lebensumstände der Arbeiter zu dieser Zeit. Selbst zeitweise auf Unterstützung angewiesen, wusste er um die Nöte und Sorgen der von ihm Dargestellten und sparte nicht mit Sozialkritik.

„Menschen, die auf der Seite der ewigen Verlierer stehen, treten in den Mittelpunkt der Bildwelt des Künstlers. Anteilnahme und aufrichtiges Mitgefühl prägen seine Sicht.“

## Werke in Museen und öffentlichen Sammlungen (unvollständig)
- Bautzen: Museum Bautzen
- Berlin: Neue Nationalgalerie[4]
- Chemnitz: Kunstsammlungen am Theaterplatz
- Cottbus: Brandenburgisches Landesmuseum für moderne Kunst
- Dresden: Galerie Neue Meister[5]
- Löbau: Stadtmuseum Löbau[6]
- Senftenberg: Kunstsammlung Lausitz

## Werke

### 1937 als „entartet“ beschlagnahmte Werke
Tafelbilder 
- Volksküche (Staatliche Gemäldegalerie Dresden; vernichtet)
- Bildnis (Staatliche Gemäldegalerie Dresden; 1938 in vier Städten auf der Wanderausstellung „Entartete Kunst“ vorgeführt; Verbleib ungeklärt)

 Druckgrafik (alle Deutsche Graphikschau; vernichtet)
- Auf der Weide
- Bauer und Vieh
- An Land
- Hirte
- Ruhender Heuer

### Weitere Werkbeispiele
- Arbeitslose, 1922
- Stehender weiblicher Akt, Kohlezeichnung 1924
- Flüchtlinge, 1925[5]
- Feierabend, 1925[5]
- Mädchen am Wiesenhang, Aquarell 1925
- Plauen, Aquarell auf Karton 1925
- Milieustudie, Kohle
- Frau mit Mädchen, Kohle auf gelblichem Papier
- Plauenscher Grund, Kohle-Zeichnung; Staatliche Kunstsammlungen Dresden[7]
- Mathilde / Dresdner Haftanstalt, 1927; Städtische Galerie Dresden[8]
- Selbstbildnis[9]
- Blick auf Mügeln, 1928
- Selbstzerfleischung, ein Antikriegs-Triptychon 1932
- Am Vierwaldstätter See – Luzern und Hausberg Pilatus
- Blick von Peschiera nach Garda und dem Monte Baldo
- Landschaft mit Bäumen, Aquarell über Bleistift 1946

## Ausstellungen (unvollständig)
- 1924: Dresdner Kunstgenossenschaft / Dresdner Sezession
- 1929: Sächsischer Kunstverein zu Dresden
- 1935: Künstler sehen die Oberlausitzer Heimat, Löbau
- 1946–1949: Lausitzer bildende Künstler stellen aus, Löbau
- 1949: Görlitz, Aula der 10. Grundschule („3. Jahresausstellung Lausitzer Bildender Künstler“)[10]
- 1959: Löbaus Stadtmuseum zeigt Werke von G. A. Müller
- 1979: Gustav Alfred Müller: Malerei, Aquarelle, Zeichnungen, Lithografien. Galerie am Sachsenplatz in Leipzig, Januar 1979
- 1979: Stadtmuseum Zittau
- 1981: Galerie Unter den Linden, Berlin
- 1982: Galerie Kühl, Dresden
- 1982: Museen der Stadt Bautzen, Stadtmuseum
- 1991: Galerie Kühl, Dresden